# Lionel Tollemache (5e comte de Dysart)
Pour les articles homonymes, voir Tollemache.
Lionel Tollemache, 5e comte de Dysart (6 août 1734-20 février 1799) est un noble écossais, appelé Lord Huntingtower de la naissance jusqu'en 1770.

## Biographie
Lord Huntingtower n'a reçu aucun bien de son père à sa majorité et, sentant qu'il ne lui devait rien attendre, se marie sans son consentement avec Charlotte, fille d'Edward Walpole, qu'il épouse le 2 octobre 1760. L'oncle de Charlotte, Horace Walpole qualifie Huntingtower de "très belle personne". Il devient comte une décennie plus tard.
Charlotte est décédée à Ham House le 5 septembre 1789. Dysart se remarie, le 19 avril 1791, avec Madeleine Lewis, sœur de la femme de son frère Wilbraham. Il n'a aucun enfant de ses deux mariages et, à sa mort à Ham House en 1799, son frère Wilbraham lui succèdent.